# Poczwarka

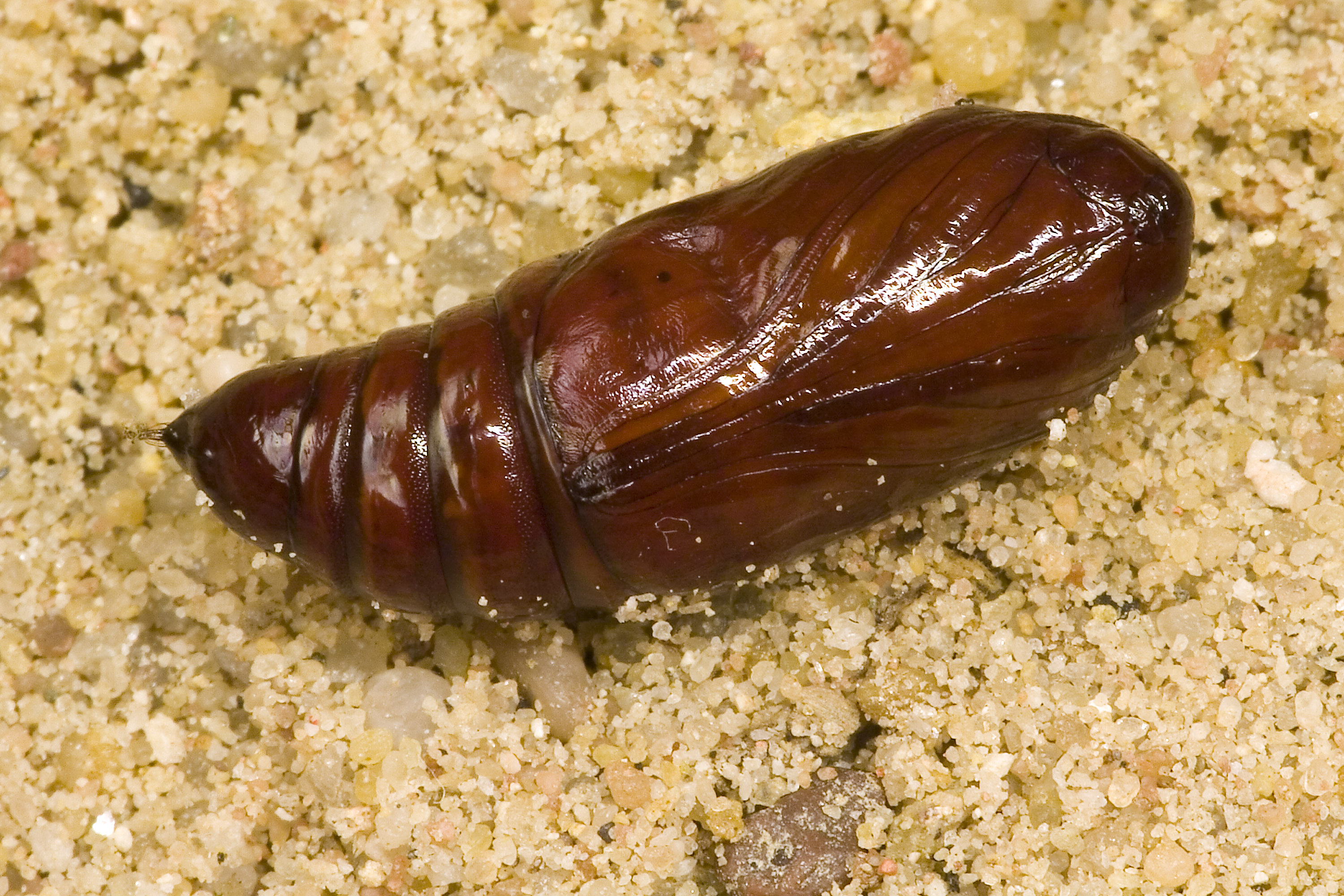
Poczwarka zamknięta krokiewki lękwicy (Phlogophora meticulosa)

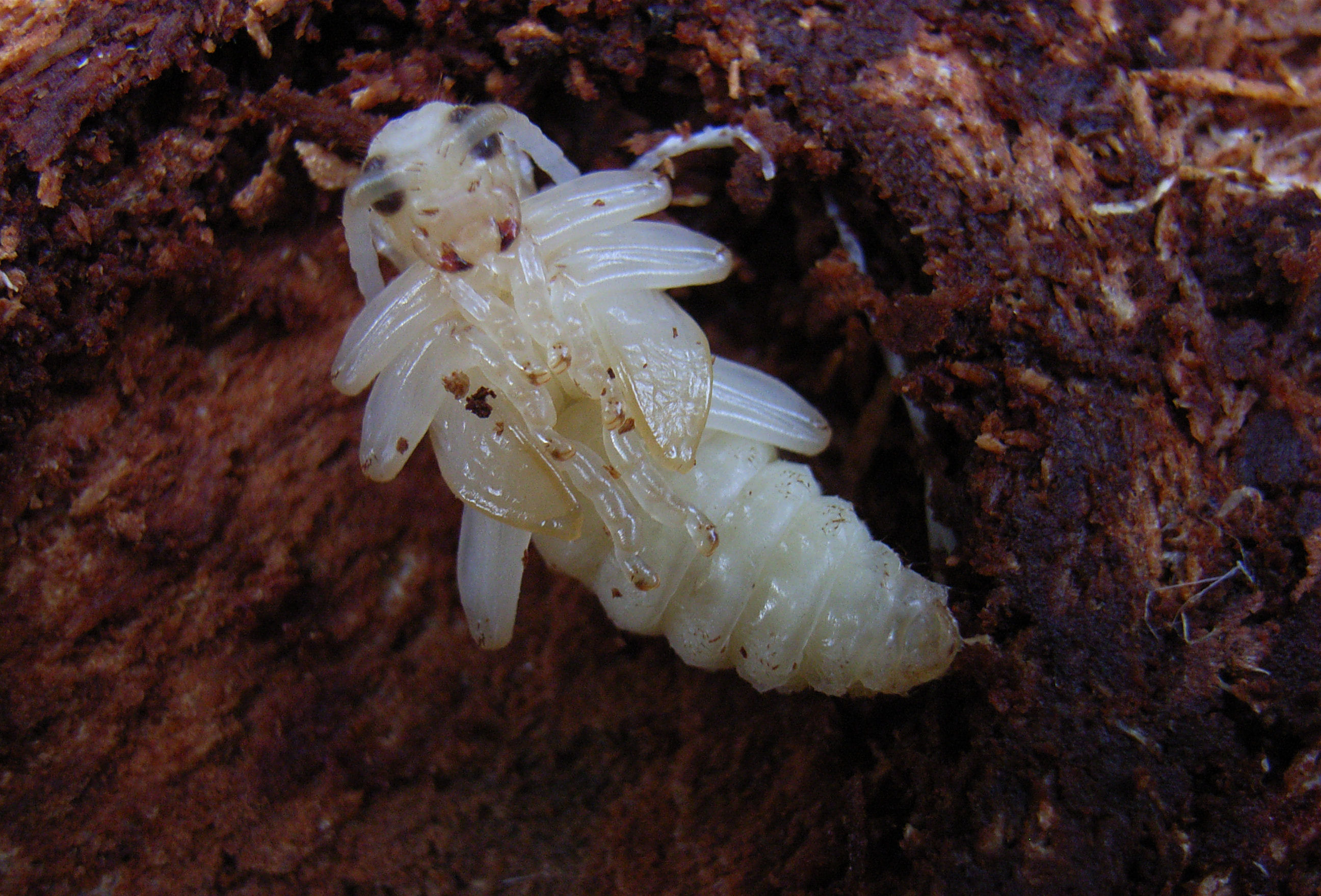
Poczwarka wolna rębacza szarego (Rhagium mordax)

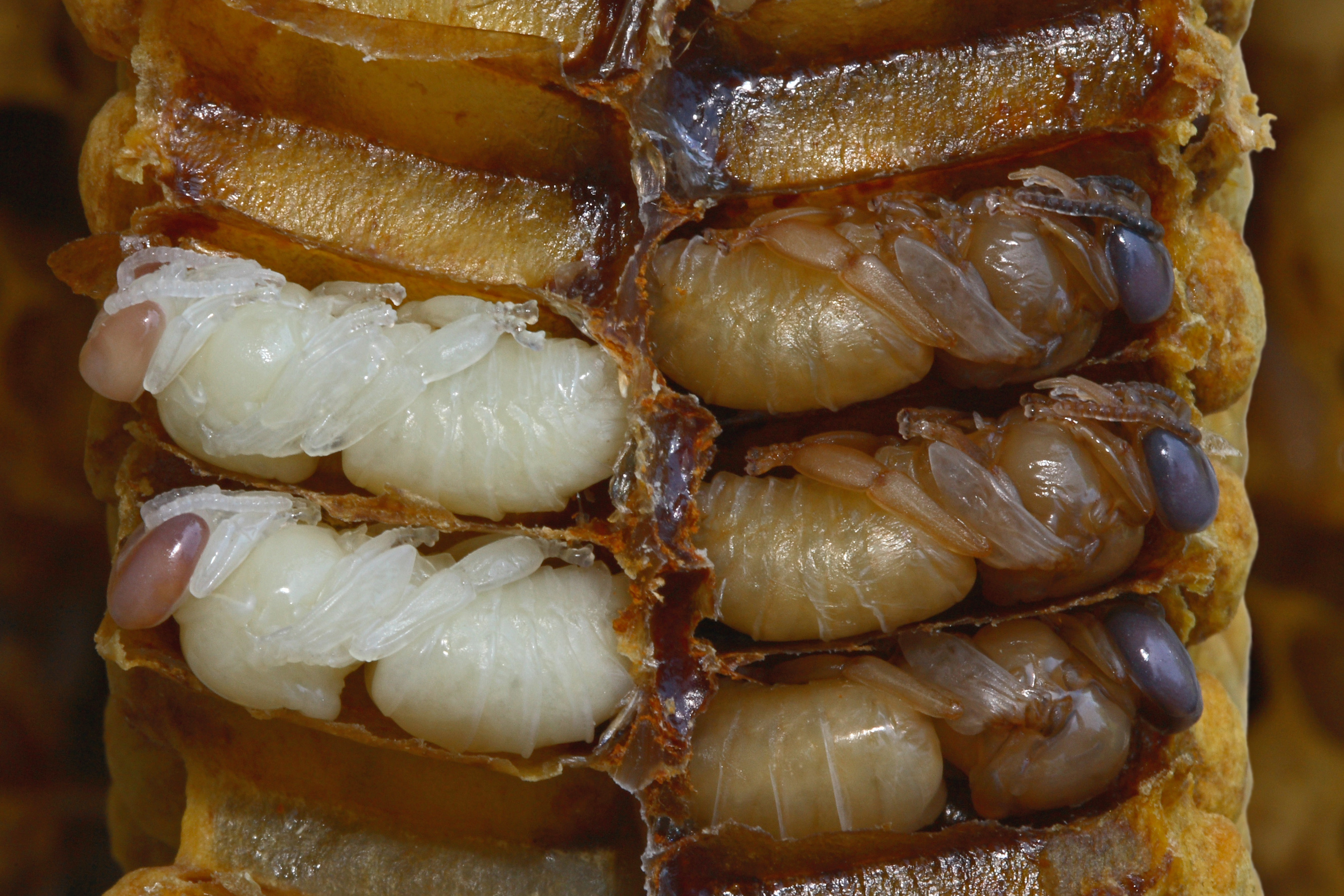
Poczwarki wolne pszczoły miodnej

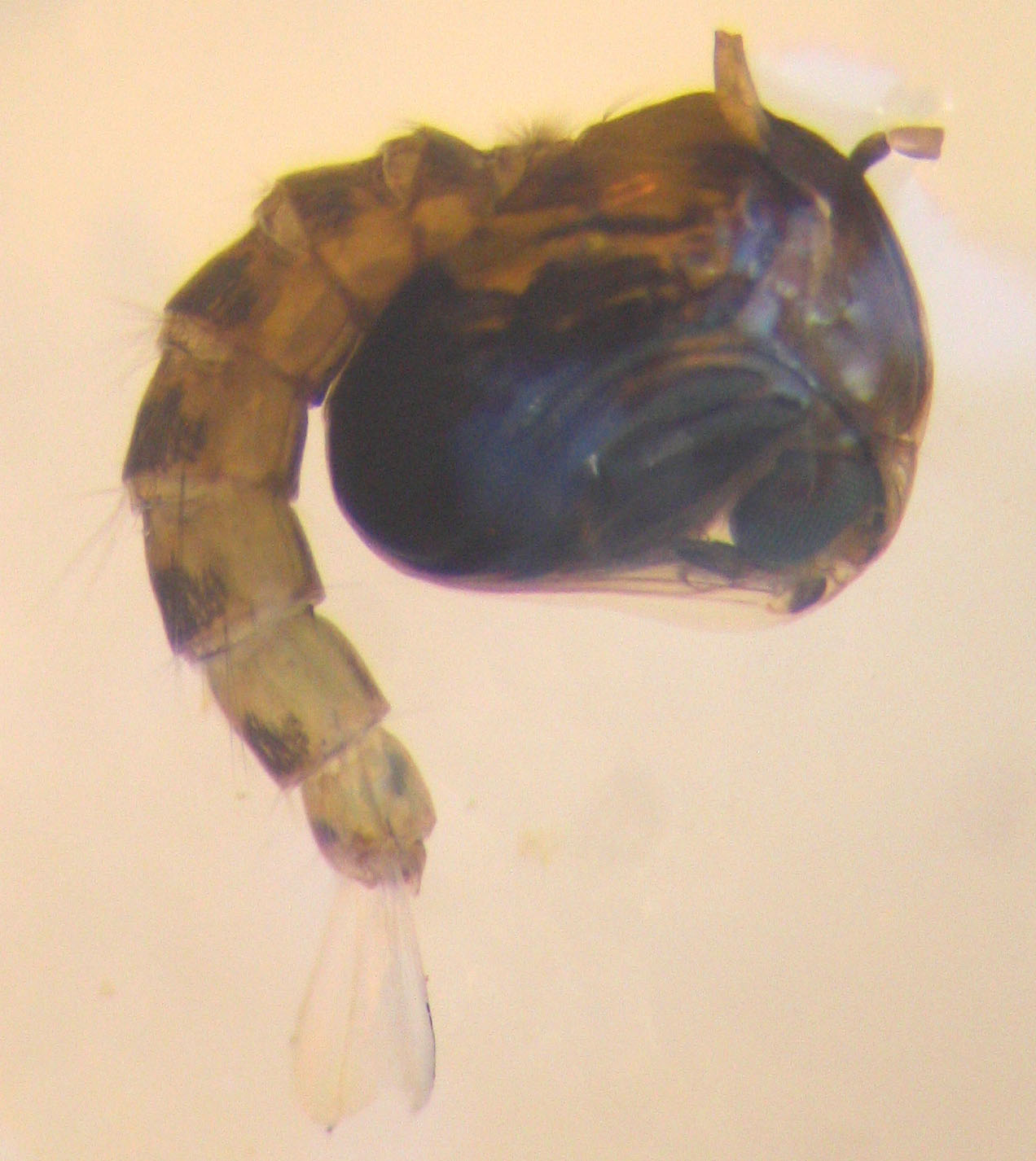
Poczwarka wolna i ruchliwa komara z rodzaju Anopheles

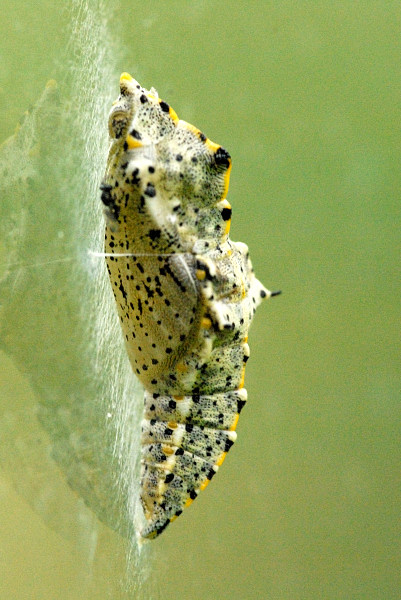
Poczwarka zamknięta bielinka kapustnika (Pieris brassicae). Widać izolującą podściółkę z przędzy oraz opląt (pętla mniej więcej na środku) podtrzymujący poczwarkę w odpowiedniej pozycji

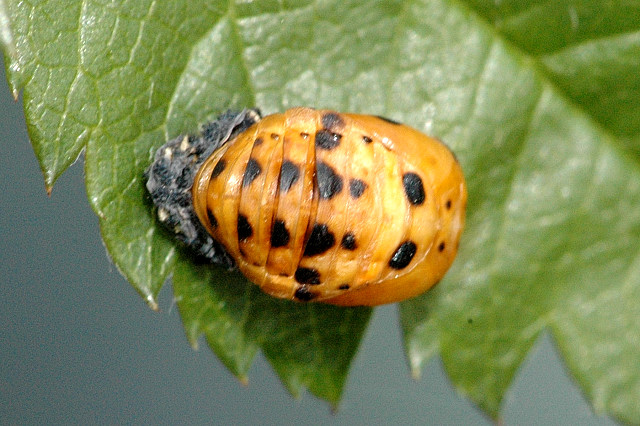
Poczwarka zamknięta biedronki, na dole resztki oskórka larwy

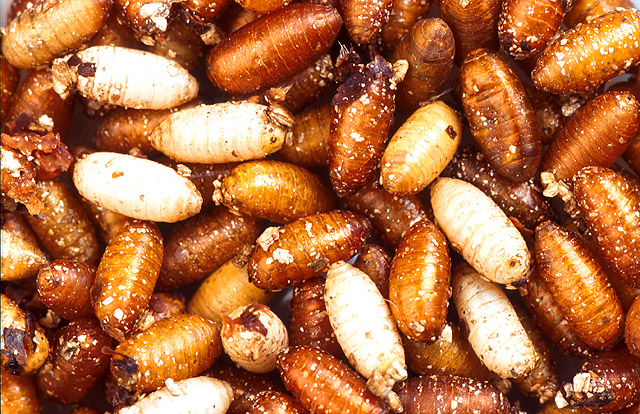
Bobówki muszki owocowej, koloru białego zawierają samice

Poczwarka, stadium spoczynkowe (łac. pupa, l.mn. pupae) – stadium rozwojowe owadów o przeobrażeniu zupełnym, poprzedzające postać dorosłą – imago.

## Powstawanie poczwarki
Ostatnie stadium larwalne po zgromadzeniu wystarczających zapasów zaczyna proces przekształcania się w poczwarkę. Część larw przygotowuje sobie na ten okres kokon lub kolebkę albo tylko wyszukuje odpowiednie dla swojego gatunku miejsce (w ziemi, w zwiniętym liściu, w łodydze, w załomku muru). Po tych przygotowaniach zaczyna się okres całkowitej przemiany. W tym czasie wewnętrzne narządy larwalne ulegają całkowitemu rozpuszczeniu (histolizie) i fagocytozie. Jedynie naczynie grzbietowe (serce) oraz układ nerwowy i gruczoły wydzielania wewnętrznego podlegają przebudowie stopniowej. Mają one kluczowe znaczenie dla przemiany – proces przejścia do poczwarki i postaci dorosłej jest sterowany neurohormonalnie. Nowe narządy rozwijają się drogą histogenezy z tak zwanych płytek imaginalnych, wyodrębnionych już u młodych larw i zbudowanych z komórek embrionalnych, zdolnych do intensywnych podziałów. Płytki imaginalne w poszczególnych stadiach larwalnych stają się coraz większe, a ponieważ znajdują się w powierzchniowych częściach ciała, w momencie ostatniego linienia larwy stają się widoczne. Wyłaniająca się z oskórka larwy poczwarka zwykle ma już zewnętrzne kształty dorosłego osobnika (typowe dla poczwarki), mimo że w środku większość ciała została rozpuszczona i występuje w postaci odżywczej papki. W miarę jak odbudowują się mięśnie, stopniowo wraca ruchliwość różnych segmentów ciała. Stadium poczwarki u różnych owadów trwa przeciętnie od 6 do 20 dni i zależy od ilości pokarmu zgromadzonego przez larwę (poczwarka się nie odżywia) oraz temperatury otoczenia, w jakiej przebywa poczwarka. Wielkość poczwarki i imago są do siebie zbliżone – małe owady mają małe poczwarki, duże owady mają duże poczwarki. Ubarwienie i kształt poczwarek mają zwykle charakter maskujący. W ziemi są ciemno zabarwione, na liściach i łodygach zielone. Tylko niektóre mają jaskrawsze barwy ostrzegawcze.

## Przejście do postaci imago
Gdy wszystkie procesy zostają zakończone, poczwarka wykonuje gwałtowne ruchy powodujące popękanie oskórka. Umożliwia to wyjście postaci dorosłej na zewnątrz (owady budujące kokon muszą się również z niego wydostać). Zanim nowy oskórek stwardnieje, owad wykonuje pewne ćwiczenia (przede wszystkim pompuje powietrzem skrzydła), pozwalające mu przybrać normalne kształty – jako imago już nie linieje i nie rośnie.
W rozwoju zwanym hipermetamorfozą, występującym np. u chrząszczy z rodziny majkowatych, pojawia się przedpoczwarka (praepupa) i poczwarka. Przedpoczwarkę (u wciornastków nazywana pronimfą) charakteryzują widoczne zawiązki skrzydeł. Po linieniu wydostaje się z niej właściwa poczwarka, zdecydowanie niepodobna ani do larwy, ani do przedpoczwarki.
Opuszczenie poczwarki przez postać dorosłą może być opóźnione, gdyż część owadów w stadium poczwarki przechodzi kilkumiesięczną diapauzę. Dla przykładu bielinek rzepnik, bielinek kapustnik czy śmietka kapuściana zimują w postaci poczwarki.

## Geneza poczwarki
Stadium poczwarki prawdopodobnie powstało w kilku grupach owadów niezależnie od siebie i na różnej drodze. Znajomość tego zagadnienia, jak na razie, nie wyszła poza stadium hipotez. Jedna z nich mówi, że owady, zwiększając płodność, zaczęły produkować jaja z mniejszą ilością zapasów. To zmusiło wcześniejsze stadia zarodków do opuszczenia chorionu. Zgodnie z tą hipotezą z etapu zarodka polipodialnego wyprowadza się gąsienicę, natomiast z etapu oligopodialnego wyprowadza się larwy typowe np. dla chrząszczy. Rozwój rozciągnął się w czasie i w którymś momencie należało się pozbyć przystosowań larwalnych i przejść do dorosłego trybu życia. Tę funkcję spełnia poczwarka.

## Typy poczwarek
Zasadniczo poczwarki dzieli się na wolne, w których każdy segment ciała (czułki, odnóża) mają osobną osłonę, oraz poczwarki zamknięte, w których większość ciała pokrywa jednolity pancerzyk chitynowy z wypukłościami w miejscu oczu, czułków i odnóży.
Najbardziej prymitywne ewolucyjnie owady mają poczwarki wolne z ruchomymi żuwaczkami. Takie poczwarki nazywa się pupa dectica. Mają je głównie chruściki, siatkoskrzydłe oraz wojsiłki. Pozostałe owady albo nie mają żuwaczek, albo w stadium poczwarki mają je osadzone na sztywno. Takie poczwarki określa się jako pupa adectica.

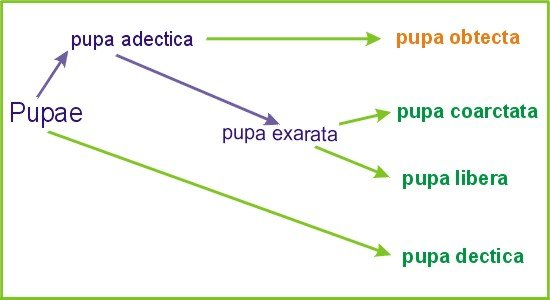
Systematyka poczwarek. Nazwy zielone – poczwarki wolne, pomarańczowa – poczwarka zamknięta

Kolejne typy poczwarek można spotkać znacznie częściej. Należą tu:
- poczwarka wolna (pupa libera) – bez jednolitej twardej okrywy (każdy segment ciała ma osobną osłonę, a czułki, skrzydła, odnóża w formie złożonej (skurczonej) i tylko częściowo przyczepione do ciała. Zapewnia im to momentami nawet znaczną ruchliwość. Już po wyglądzie można poznać, jak będzie wyglądała postać dorosła i z dużą precyzją określić przynależność systematyczną (często nawet do rodzaju). Poczwarki tego typu występują głównie u chrząszczy, błonkoskrzydłych, wielu muchówek, np. u komarów, pcheł, wachlarzoskrzydłych;
- poczwarka baryłkowata (pupa coarctata), częściej zwana bobówką, to twór tylko pozornie jednolity. Jest to poczwarka wolna, ukryta w kokonie rzekomym. Poczwarka baryłkowata występuje u muchówek z rodzin zaliczanych do much krótkoczułkich (Brachycera);
- poczwarka zamknięta (pupa obtecta) – zasklepiona w jednolitej chitynowej okrywie lub z segmentowanym i zwykle wtedy ruchomym odwłokiem. Występują u wielu błonkówek, biedronek, części dwuskrzydłych, ale najbardziej typowe są dla motyli.

## Inne stadia z nazwą poczwarka
Niektóre owady przechodzą tzw. hipermorfozę. Występuje ona u przylżeńców, mączlików oraz samców czerwców. Przechodzą one przeobrażenie niezupełne (bez poczwarki) i do postaci dorosłej zbliżają się stopniowo wraz z kolejnymi linieniami. Przed stadium postaci dorosłej występuje u nich nieruchome stadium larwy zwane pseudopoczwarką lub poczwarką rzekomą (pseudochrysalis). Że jest to kolejne stadium przeobrażenia niezupełnego, a nie poczwarka, wskazują skrzydła oraz podobieństwo do postaci dorosłej (larwy i prawdziwe poczwarki są zdecydowanie różne od imago).
Podobna sytuacja ma miejsce u jętek. Występuje u nich forma niedojrzała płciowo, zwana przedpoczwarką (subimago). Ta po kilku godzinach linieje i przekształca się we właściwą postać dorosłą.